# Els optimistes
Els optimistes va ser un programa de ràdio de format concurs que s'emetia a Catalunya Ràdio de dilluns a divendres d'una a dues del migdia. Estava presentat per Sergi Vives i Manu Guix. Fins a la temporada 2013-2014 el presentava Àngel Llàcer en lloc de Sergi Vives.
Des de la temporada 2014-2015, competeixen diferents instituts de Catalunya responent preguntes de cultura general i proves relacionades amb matèries escolars per aconseguir recursos i equipament que necessitin.